# Bab al-Faraj
La Bab al-Faraj (en árabe: بَاب الْفَرَج, en español: Puerta de la Liberación), también conocida como Bab al-Faradis, era una de las nueve puertas principales de las antiguas murallas de Alepo, Siria. Estaba situada en el lado norte de la ciudad vieja. Fue destruida en 1904, aunque en la parte noreste de la puerta aún se encuentran algunos restos.
La puerta fue construida por Az-Zahir Ghazi y posteriormente renovado por An-Nasir Yusuf. En las inmediaciones del antiguo emplazamiento de ésta se encuentra la Torre del Reloj de Bab al-Faraj.

## Galería

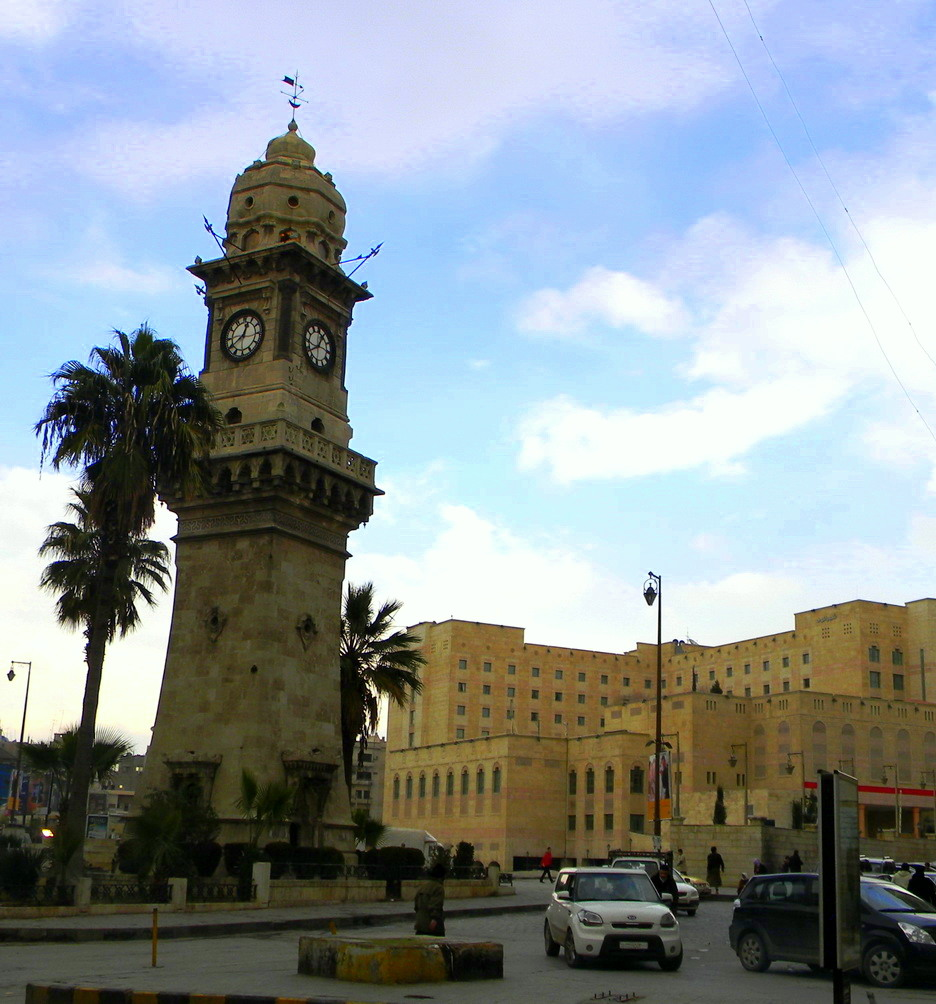
Torre del reloj de Bab al-Faraj.
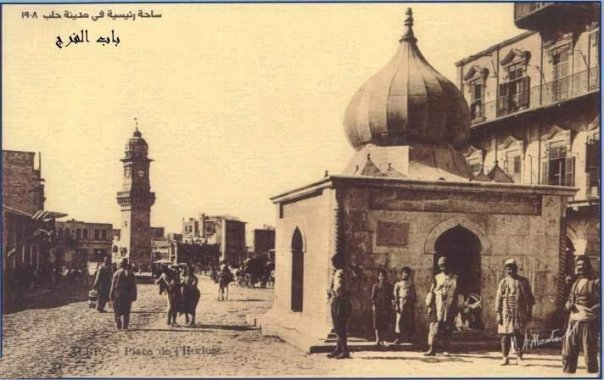
La zona en 1908.
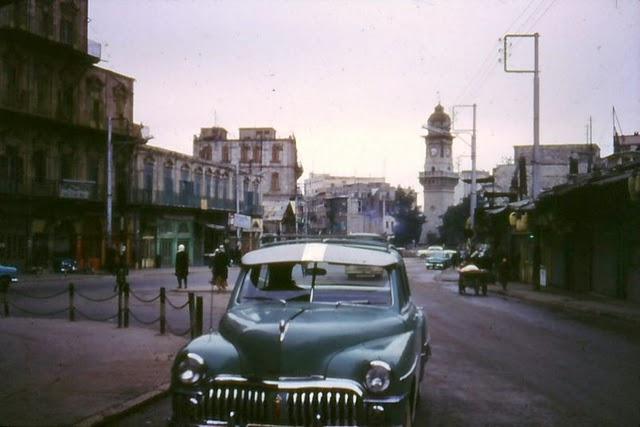
Bab al-Faraj en 1961.
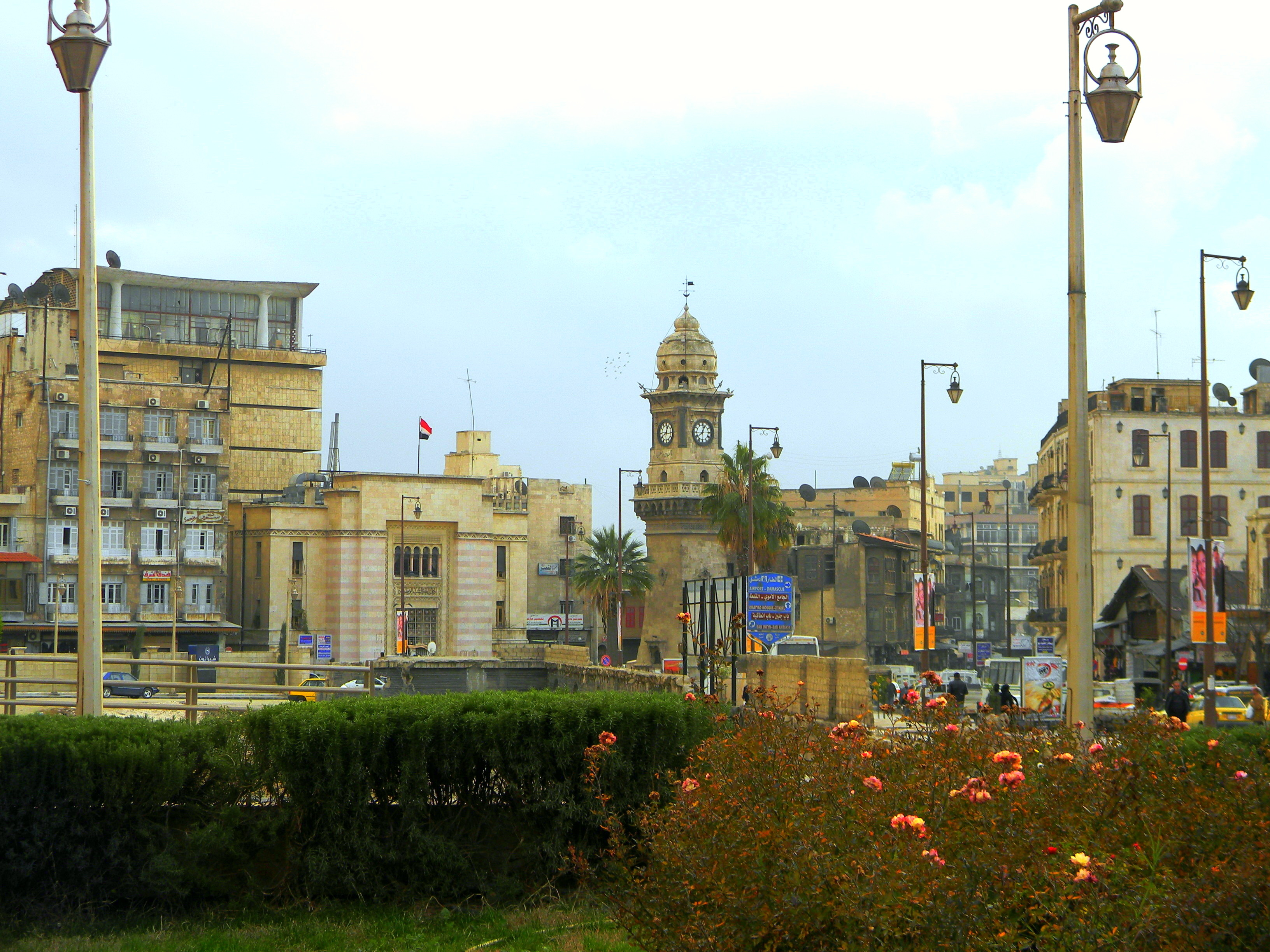
El lugar en 2011.